# Ludovic Stiénon du Pré
Le baron Ludovic Stiénon du Pré, né le 11 mars 1881 à Bruxelles et mort le 18 août 1961 à Uccle, est un musicien et compositeur belge.

## Biographie
Le baron Ludovic Stiénon du Pré est le fils du baron et comte pontifical Alphonse Stiénon du Pré, à la fois administrateur de sociétés, homme politique belge (il fut député et sénateur), bourgmestre de Tournai (1900-1918), organisateur de manifestations musicales et historiques (il créa la Société des grands concerts de Tournai et fut à l'origine du Cortège-Tournoi en 1913 à Tournai). Par sa mère, Marie van Elewyck, il est le petit-fils du compositeur, chef d'orchestre et musicographie Xavier van Elewyck (ami de François-Joseph Fétis et de Jacques-Nicolas Lemmens.
Diplômé ingénieur de l'université de Lille, Ludovic Stiénon du Pré s'oriente vers la musique et la composition.
On ne dispose pas d'informations sur sa formation musicale.
Elle apparaît pourtant substantielle en ce sens que Ludovic Stiénon du Pré compose de nombreuses œuvres essentiellement lyriques dans lesquelles transparaissent des influences françaises et italiennes.
Durant l'entre-deux guerres, ses compositions jouiront d'une certaine notoriété en Belgique, en France, dans les pays balkaniques, en Égypte et en Amérique Latine.
En 1903, Ludovic Stiénon du Pré épouse la Marquise Caroline de la Riva Agüero, artiste peintre (elle signera ses toiles de son nom d'épouse : Caroline Stiénon du Pré).
Ludovic Stiénon du Pré est le père de Jean Stiénon du Pré (1905-1981), écrivain, et grand-père d'Hervé Stiénon du Pré (1932), peintre autodidacte de style surréaliste.
Il meurt à Uccle (Bruxelles) le 18 août 1961.